# Calendrier basque
 (août 2025).
Si vous disposez d'ouvrages ou d'articles de référence ou si vous connaissez des sites web de qualité traitant du thème abordé ici, merci de compléter l'article en donnant les références utiles à sa vérifiabilité et en les liant à la section « Notes et références ».
Le calendrier des anciens Basques est très spécifique.
L'ancienne semaine basque avait trois jours ouvrés : astelehen (premier jour, lundi), astearte (jour du milieu, mardi) et asteazken (dernier jour, mercredi). Il est peu clair, mais logique du point de vue du découpage du mois lunaire de 28 jours en sous-unités, si cette « semaine » était suivie d'un « jour du seigneur », ortzegun (jeudi, calque du latin Jovis dies ou jour d'Urtzi, « dieu du Ciel »).
Les mois de l'année, comme dans le reste du monde, suivaient le cycle de la lune, avec un treizième mois intercalaire.
Les noms des mois basques sont un mélange de mois latins (non traduits dans la liste ci-dessous) et proprement basques :
- Urtarril, janvier, « mois du commencement de l’année » ;
- Otsail, février, « mois du loup » ;
- Martxo, mars ;
- Apiril, avril ;
- Maiatz, mai ;
- Ekain, juin, « mois du soleil au zénith » ;
- Uztail, juillet, « mois de la moisson, messidor » ;
- Abuztu, août ;
- Irail, septembre, « mois des fougères » ;
- Urri, octobre, « mois des noisettes » ;
- Azaro, novembre, « mois des semences » ;
- Abendu, décembre, « mois de l'Avent ».

## Publication
Le plus ancien calendrier basque qui nous soit parvenu est une traduction de Jean de Liçarrague, appelée Kalendrera (La Rochelle, 1571). Il fournit des explications sur le calendrier julien, comment calculer l'année bissextile et les cycles de la Lune.